# カギノテクラゲ
カギノテクラゲ（鉤手海月）は、ヒドロ虫綱淡水クラゲ目ハナガサクラゲ科に属するクラゲの一種。海に生息し、春から夏にかけアオサなどの海藻の間に見られる。
別種とみなされていたキタカギノテクラゲは現在は同種と見られている。

## 特徴
体は透明で触手は短く褐色。
その名の通り触手が折れ曲がっており、鉤状の触手の先の付着細胞で海藻や岩、テトラポッドの内側、飼育下では水槽の壁にもつかまる。
直径1-2cmの浅い椀状の傘をしており、放射管上に4本の襞状の生殖腺が見える。傘の中央から垂直に柄が突き出す。雌の生殖腺は橙・赤・紫、雄は黄褐色。触手は90本以上で、平衡器の数はそれとほぼ同じである。
ポリプ直径は約2.5cm
強烈な刺胞毒で小魚（飼育下ではブラインシュリンプ）を捕食し、刺されると非常に痛いだけでなく全身症状を引き起こす。

## 分布
太平洋岸では南カリフォルニアからアリューシャン列島・浙江省北部からオリガ湾・日本海を含む日本各地、
大西洋岸では地中海からノルウェー・マサチューセッツ州からノースカロライナ州で発見されている。
日本・ロシア産のものは毒性が強いが、大西洋産は無害であると報告されている。

## 刺胞毒
カギノテクラゲの溶血毒性は弱いが、神経毒は強い。そのため蚊に刺された程度の刺傷であっても全身症状により喘息の様な咳、鼻水、腰痛・筋肉痛、吐き気、頭痛、痙攣、寒気、チアノーゼを引き起こすことが知られている。
横須賀市長井地区では当時あまり知られていなかったこのクラゲに潜水漁業者が刺傷する事故が相次いだため、
中央水産研究所はこのクラゲの毒性や生活史の調査を行った。その結果、素潜り漁解禁の時期に合わせてカギノテクラゲ予報が可能となった。